# Jimmy Burns

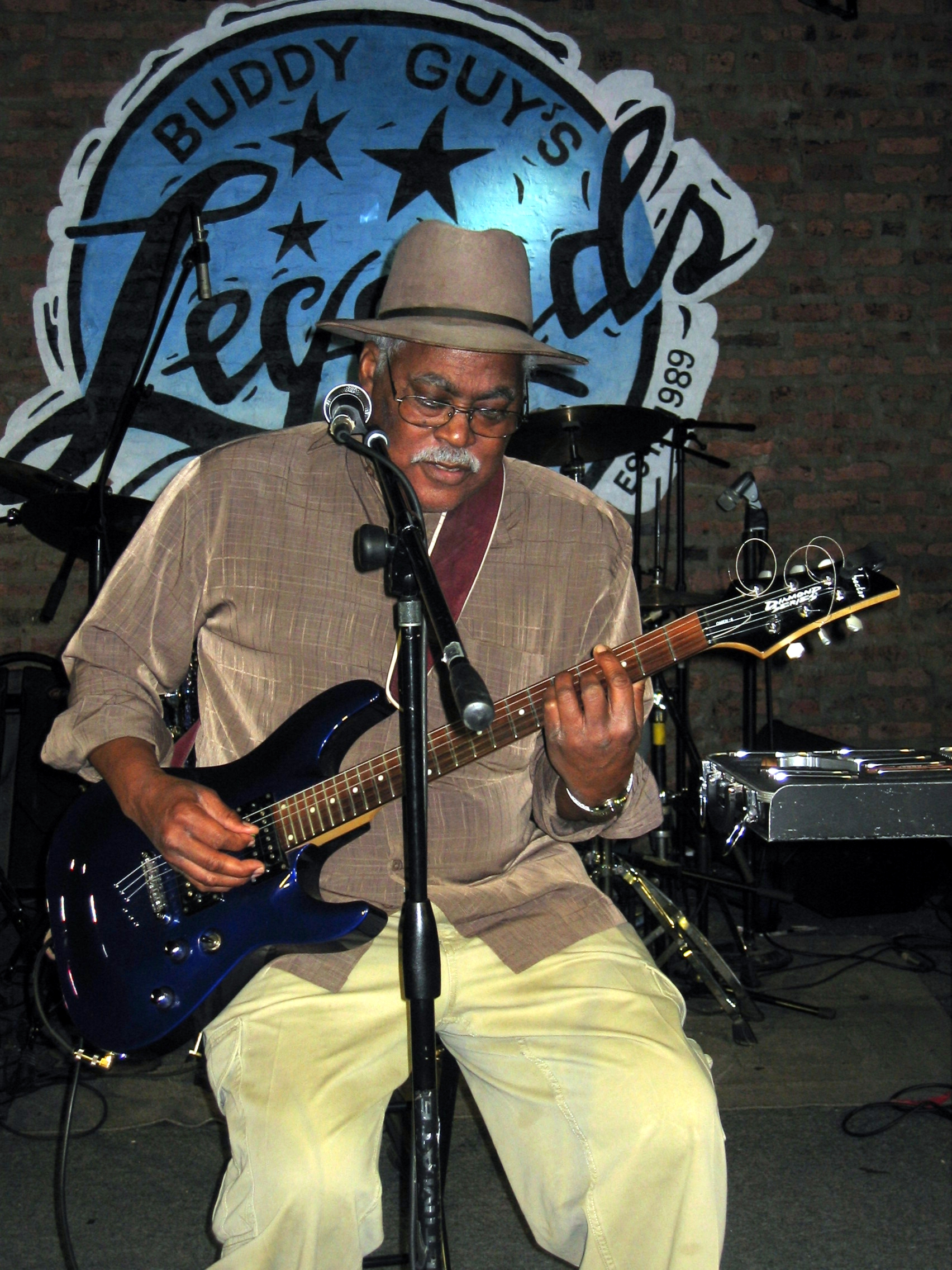
Jimmy Burns (2012)

Jimmy Burns (* 27. Februar 1943 in Dublin, Mississippi, USA) ist ein US-amerikanischer Soul-Blues-Gitarrist, Sänger und Songwriter. Obwohl er im Mississippi-Delta geboren wurde, hat Burns fast sein ganzes Leben in Chicago verbracht.

## Biografie
Jimmy Burns wurde am 27. Februar 1943 in Dublin (Mississippi) geboren und wuchs auf einer Baumwollplantage auf. Als er noch im Delta lebte, sang er in einem Kirchenchor, lernte das Gitarrespielen und wurde vom Blues beeinflusst, den er auf der Straße hörte. Seine Lieblings-Bluesmusiker waren Muddy Waters, Lightnin’ Hopkins und John Lee Hooker. Sein älterer Bruder, Eddie „Guitar“ Burns, war als Bluesmusiker in Detroit tätig.
Im Alter von 12 Jahren zog Jimmy Burns mit seiner Familie nach Chicago und schloss sich vier Jahre später den Medallionaires an, die einige Doo-Wop-Tracks aufnahmen. Burns machte in den 1960er Jahren überwiegend Soloaufnahmen und veröffentlichte Singles für die Labels USA, Minit, Tip Top und Erica. Bis in die frühen 1970er Jahre tourte er mit seiner Begleitgruppe, den Fantastic Epics, und später mit einer eigenen Band namens Jimmy Burns and the Gas Company durch den Mittleren Westen. Danach legte Burns eine lange Pause vom Musikbusiness ein, um sich um seine Familie zu kümmern und einen Grillimbiss zu betreiben.
Bis Anfang der 1990er Jahre trat Burns nur gelegentlich auf, um dann wieder regelmäßig im Chicagoer Smokedaddy Club zu musizieren. Burns’ Debütalbum Leaving Here Walking kam 1996 bei Delmark heraus. Anschließend begann Burns international zu touren und veröffentlichte weitere Alben.
Jimmy Burns spielte Gitarre auf dem Album Snake Eyes seines Bruders Eddie aus dem Jahr 2002.